# Zdzisław Sieczkowski

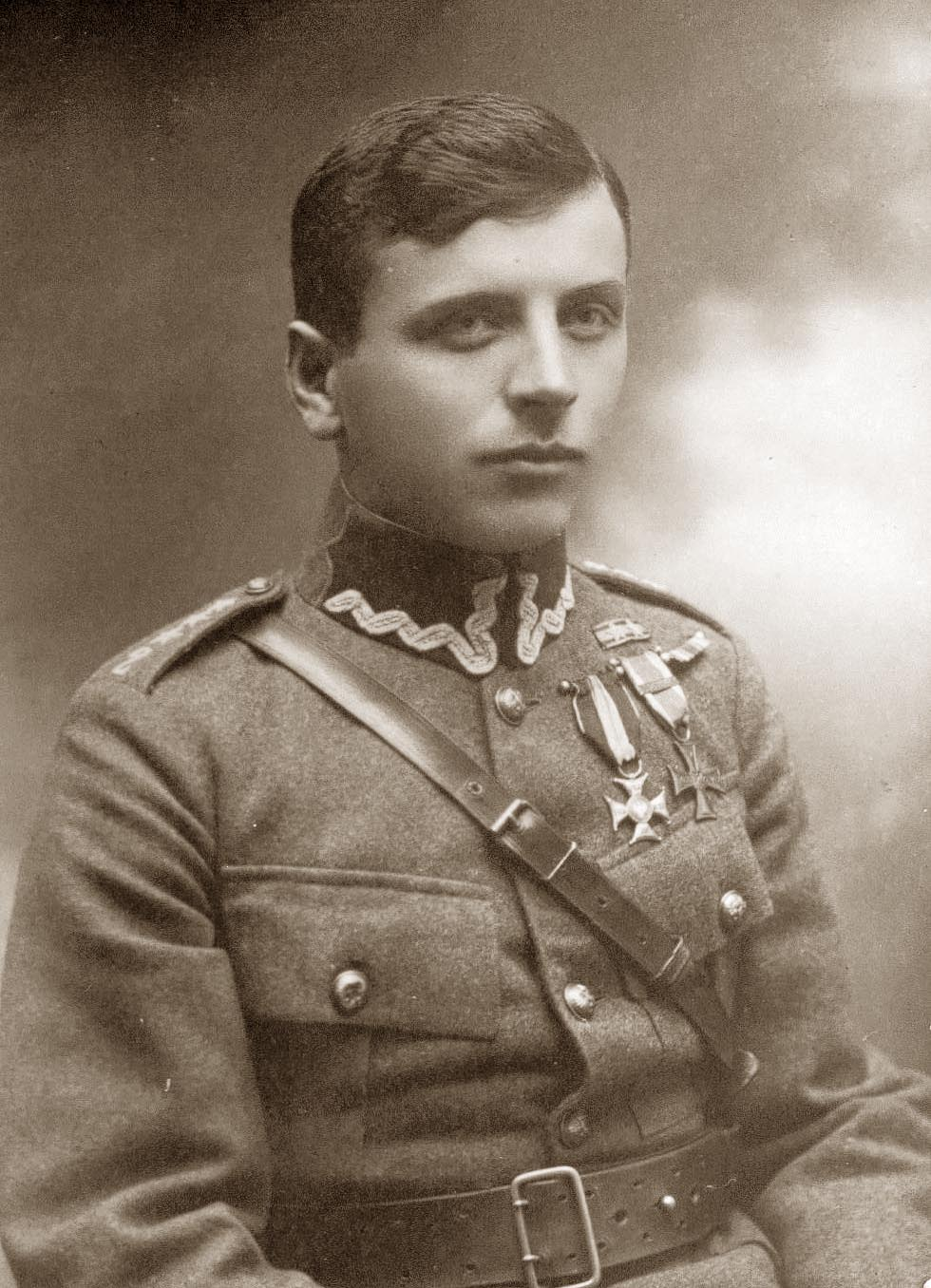
Zdzisław Sieczkowski w randze kapitana

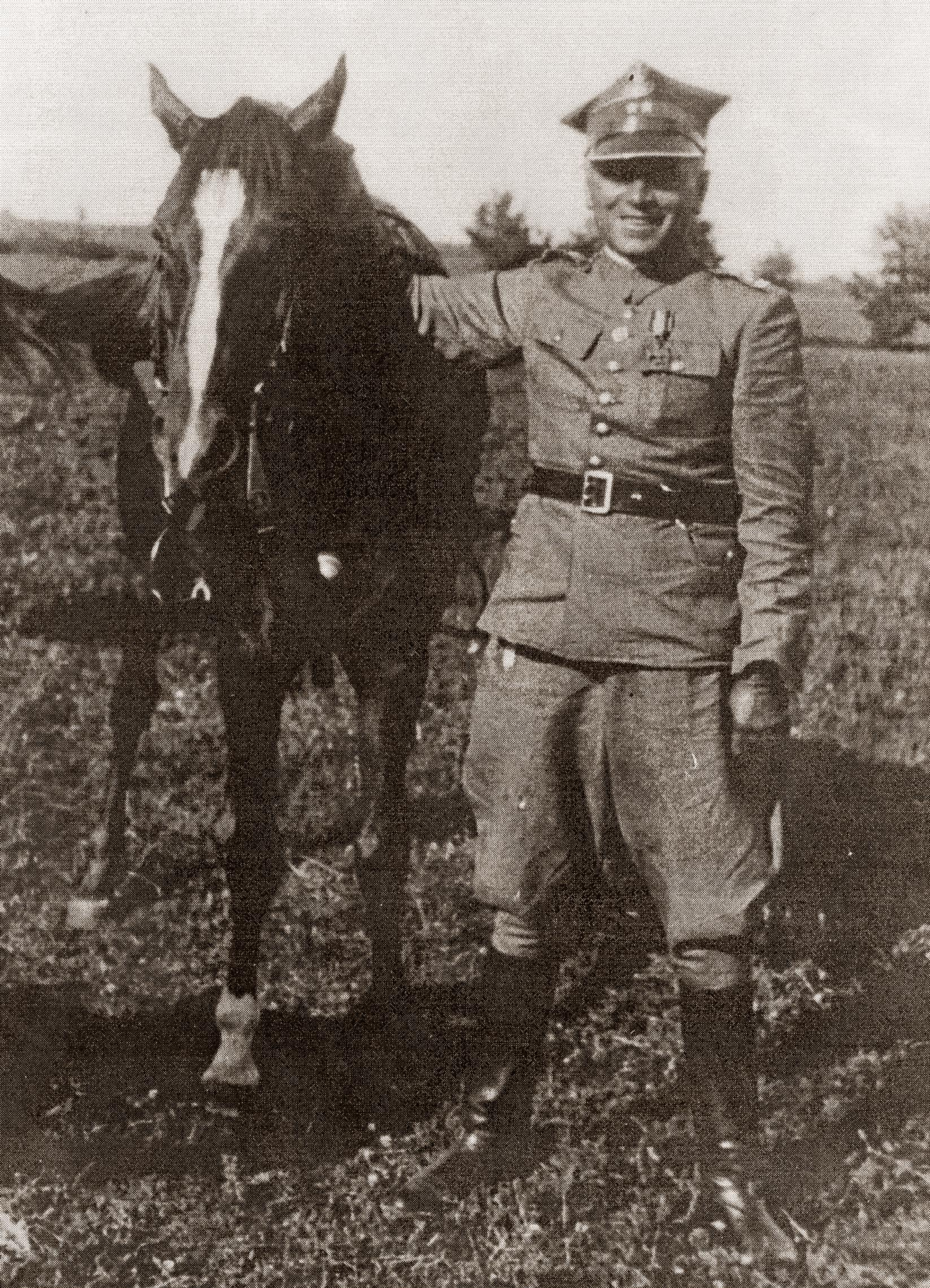
Ppłk Zdzisław Sieczkowski

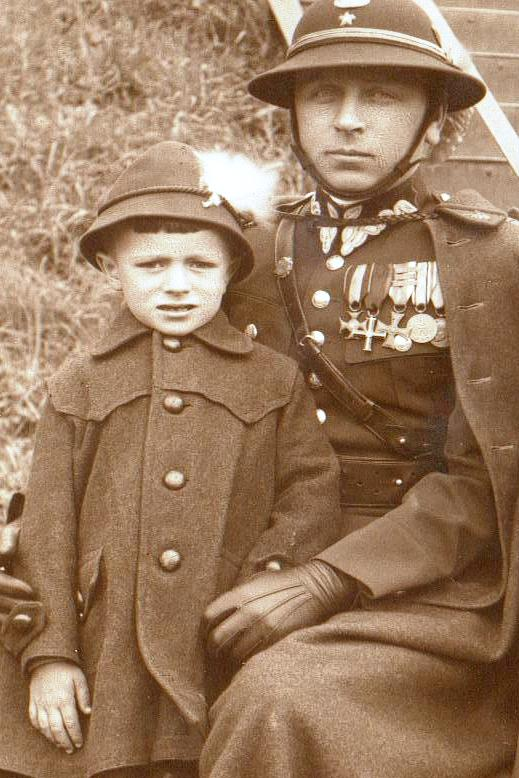
Mjr Zdzisław Sieczkowski z synem Jeremim Michałem

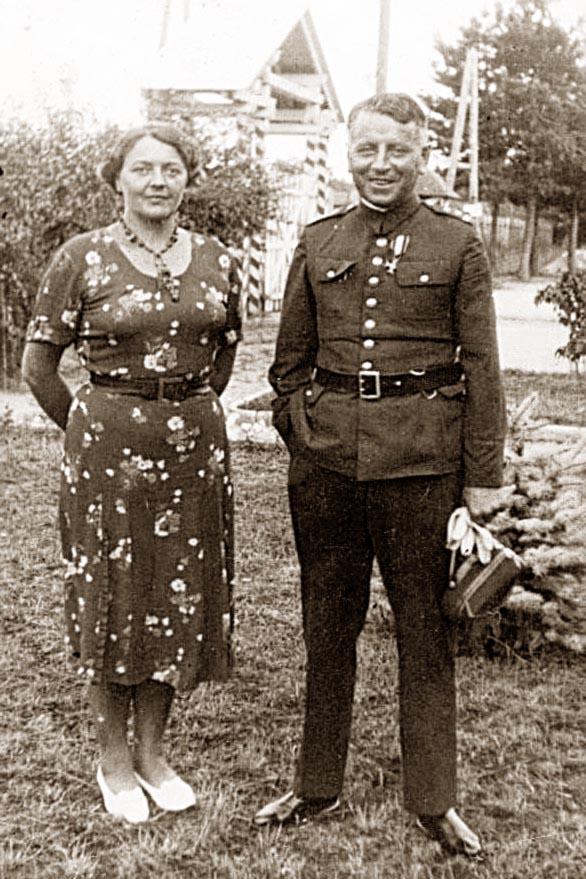
Ppłk Zdzisław Sieczkowski z żoną Apolonią; ostatnie wspólne zdjęcie

Zdzisław Tadeusz Sieczkowski (ur. 18 listopada 1897 w Buczaczu, zm. 2 września 1939 pod Świekatowem) – podpułkownik piechoty Wojska Polskiego, działacz niepodległościowy, kawaler Orderu Virtuti Militari.

## Życiorys
Urodził się 18 listopada 1897 w Buczaczu, ówczesnym mieście powiatowym Królestwa Galicji i Lodomerii, w rodzinie Karola i Albiny z Raszkiewiczów. Rodzina Sieczkowskich miała prawo używać herbu Ogończyk. Zamieszkiwał w Stryju, dokąd jego rodzice przeprowadzili się na początku XX wieku. Uczył się w Filii C. K. I Gimnazjum w Stryju, gdzie w 1914 ukończył VI klasę (uczyli się tam także młodsi od niego Edward i Lech Sieczkowscy).
Całe swoje dorosłe życie związany z wojskiem, początkowo jako legionista, a później oficer zawodowy Wojska Polskiego. Zginął na polu chwały, śmiercią bohatera w bitwie pod Świekatowem (2 września 1939), dowodząc III/50 pp. Wraz z nim oddało życie 250 jego podkomendnych (m.in. adiutant por. Ośka).

### Działalność niepodległościowa
17 sierpnia 1914 r. wyjechał do Lwowa, gdzie ze Stryjską Drużyną Strzelecką wszedł do Legionu Wschodniego gen. Adama Pietraszkiewicza. 29 sierpnia 1914 r. oddziały Legionu Wschodniego opuściły Lwów z uwagi na niepowodzenia C.K. armii na pobliskim odcinku frontu i dotarły do Mszany Dolnej. Po odmowie złożenia przysięgi na wierność monarchii austro-węgierskiej Legion Wschodni rozwiązano 21 września 1914 r. Zdzisław Sieczkowski trafił do 3 pułku piechoty, następnie do 2 pułku ułanów Legionów Polskich, a następnie do 6 pułku ułanów II Korpusu Polskiego. Po klęsce w dniu 11 maja 1918 roku, po zaciętych walkach z niespodziewanie atakującymi wojskami niemieckimi (II Korpus Polski był wtedy dowodzony przez gen. Józefa Hallera), Zdzisław Sieczkowski przeszedł czasowo do cywila, zostając emisariuszem (tajnym wysłannikiem politycznym) POW na powiat Taraszcza k. Kijowa. Następnie wyjechał na Kubań, gdzie zorganizował oddział kawalerii przy gen. Lucjanie Żeligowskim. Jesienią 1918 r. w oddziale gen. Michała Żymierskiego, jako podporucznik udał się do Odessy, gdzie dostał się do niewoli ukraińskiej (oddziałów atamana Petlury), skąd uciekł w grudniu 1918 roku.

### Służba w Wojsku Polskim
Po ucieczce z niewoli 24 grudnia 1918 r. przyjęty został do Wojska Polskiego i przydzielony do 2 pułku piechoty Legionów, z którym wyszedł na front polsko-bolszewicki w marcu 1919 r. Początkowo w stopniu podporucznika, następnie porucznika i kapitana walczył z bolszewikami dowodząc nieprzeciętnej odwagi i brawury. Szkolił i prowadził do boju oddziały rekrutów; jego charakterystykę oddaje opinia bezpośredniego dowódcy mjr. Emila Czaplińskiego: „Zdolny i pełen energii oficer. Świetny dowódca komp. Na jej czele szedł zwycięsko w ofensywie 1919 r. i w walkach wypadowych brawurowo wykonywał zadania. W defensywie majowej niezwykle dzielnie i uporczywie utrzymał się na swym odcinku. W jednym z licznych kontrataków został ciężko raniony”. W tym okresie został odznaczony Krzyżem Walecznych (17.02.1920 r.) oraz Krzyżem Srebrnym Orderu Virtuti Militari (13.09.1920 r.). Poważnie ranny 19 maja 1920 r. pod Murową n. Berezyną przez dłuższy okres leczył się (wdała się gangrena) i nie brał osobistego udziału w pogromie bolszewików. W roku 1920 osiadł w Grodnie, gdzie został adiutantem gen. Michała Żymierskiego. 3 maja 1922 został zweryfikowany w stopniu kapitana ze starszeństwem z 1 czerwca 1919 i 1601. lokatą w korpusie oficerów piechoty.
Po perypetiach wojennych i żeniaczce z Apolonią z Jodkowskich (z ich związku przyszedł na świat w lutym 1928 r., w Kutnie, syn Jeremi Michał) prowadził „normalne” życie oficera zawodowego 37 pułku piechoty w Kutnie: służba nie znająca norm, ćwiczenia polowe, wyjazdy służbowe czy też przenosiny do kolejnych garnizonów.
W lipcu 1928 został przeniesiony do kadry oficerów piechoty z równoczesnym przeniesieniem służbowym do Biura Ogólno Organizacyjnego Ministerstwa Spraw Wojskowych w Warszawie na stanowisko referenta. 2 kwietnia 1929 został mianowany majorem ze starszeństwem z 1 stycznia 1929 i 43. lokatą w korpusie oficerów piechoty. W tym samym miesiącu otrzymał przeniesienie do Departamentu Piechoty MSWojsk. na stanowisko referenta. W marcu 1930 został przeniesiony do 4 pułku strzelców podhalańskich w Cieszynie na stanowisko dowódcy batalionu. W czerwcu 1933 został przeniesiony do 19 pułku piechoty we Lwowie na stanowisko obwodowego komendanta Przysposobienia Wojskowego. W czerwcu następnego roku został przeniesiony do 51 pułku piechoty w Brzeżanach na stanowisko dowódcy batalionu. W listopadzie 1935 przeniesiony został na identyczne stanowisko w 71 pułku piechoty w Zambrowie. W 1938 r. przeniesiony został do Sarn, na Wołyniu, na stanowisko dowódcy detaszowanego III batalionu 50 pułku piechoty Strzelców Kresowych im. Francesco Nullo, stacjonującego w Kowlu. Na stopień podpułkownika został mianowany ze starszeństwem z 19 marca 1939 i 18. lokatą w korpusie oficerów piechoty.
„Pułk ten miał tradycję, która była pielęgnowana i utrwalana w pamięci żołnierzy. Powstał we Włoszech w 1918 r., a następnie został wcielony jako 8. psp do 3. DSP armii polskiej we Francji. Do Polski przybył w połowie 1919 r., wchodząc w skład 13. DP. Walczył na Wołyniu i Podolu; brał udział w wyprawie kijowskiej. Sztandar ufundowany przez społeczeństwo Kowla został wręczony pułkowi w październiku 1925 r. W kampanii wrześniowej 1939 r. pułk walczył na Pomorzu i został rozbity 3 września. Sztandar pułkowy został zakopany na jednym z pól bitewnych w okolicach Świecia n. Wisłą. Odnaleziony w roku 1947, znajduje się obecnie w Muzeum Wojska Polskiego”.

### Kampania wrześniowa
2 września 1939 r. „Maszerujący na Świekatowo, jako czołowy, 3/50. pp. natknął się na wysunięte niemieckie ubezpieczenie, które w ostrej walce zniósł i wkroczył do wsi. Wkrótce z południowego zachodu i zachodu (od m. Jania Góra) wzdłuż toru pojawiły się niemieckie czołgi. Aby uniknąć okrążenia, 3/50. pp. szybko wycofał się na północ za tor linii kolejowej Sępólno – Świecie, gdzie zajął obronę. Batalion wycofał się w bezpośrednim kontakcie z niemieckimi czołgami, dlatego poniósł poważne straty, zwłaszcza wśród oficerów, którzy usiłowali opanować zamieszanie w kompaniach spowodowane atakiem czołgów. Zginęli m.in.: ppłk. Zdzisław Sieczkowski, dowódca 3/50. pp. i dowódca 3/27. pal., mjr. Izydor Wilkoński”.

Miejsce śmierci pułkownika na terenie wsi Zalesie Królewskie upamiętnia obecnie kamień ze skromną tablicą, usytuowany przy polnej drodze około kilometr na południowy zachód od centrum wsi (lokalizacja: 53°26'44.6"N 18°05'10.1"E).

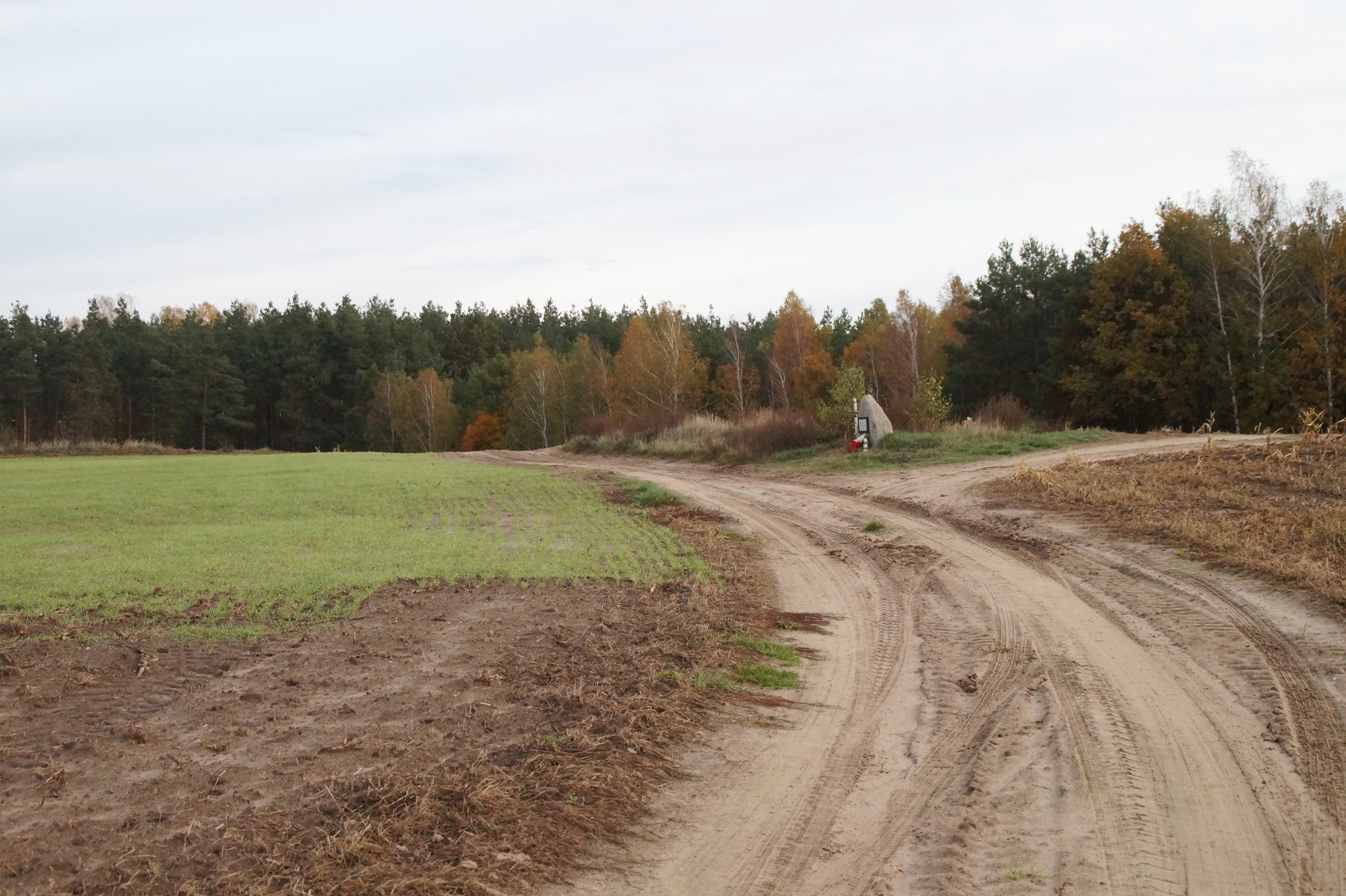
Kamień ppłk. Z. Sieczkowskiego w Zalesiu Królewskim - widok w kierunku północnym.
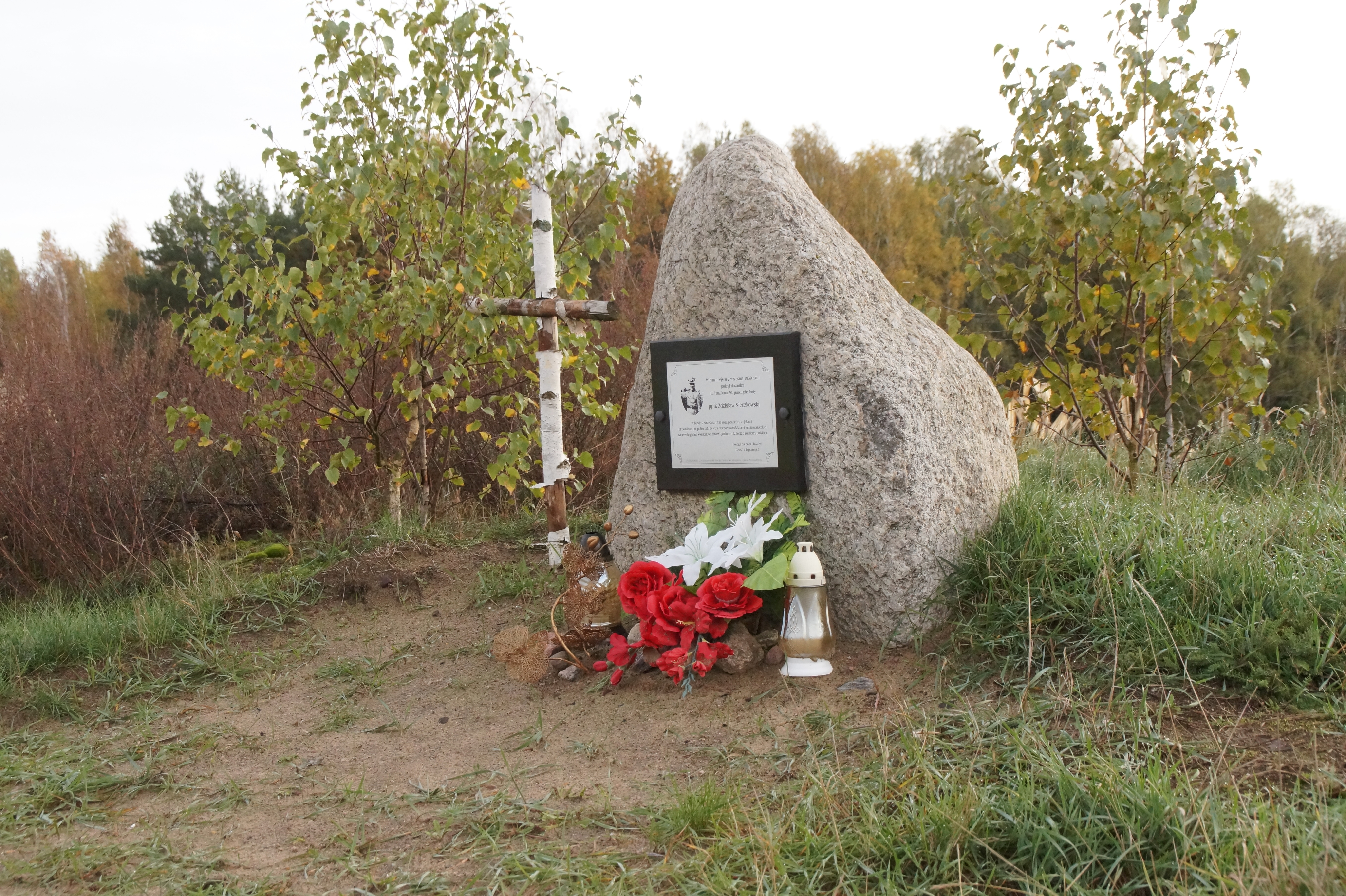
Kamień ppłk. Z. Sieczkowskiego w Zalesiu Królewskim.
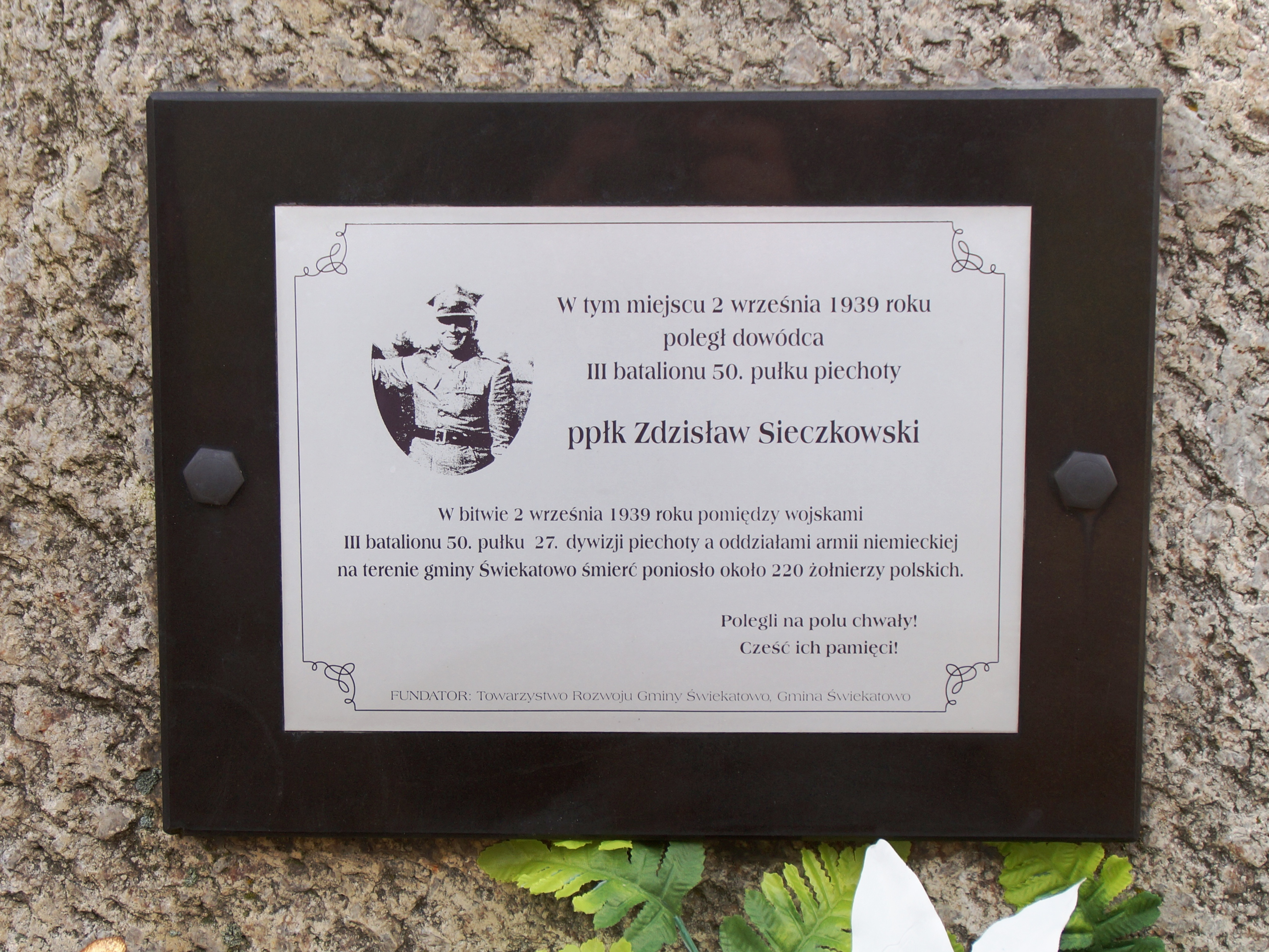
Tablica na kamieniu ppłk. Z. Sieczkowskiego w Zalesiu Królewskim.
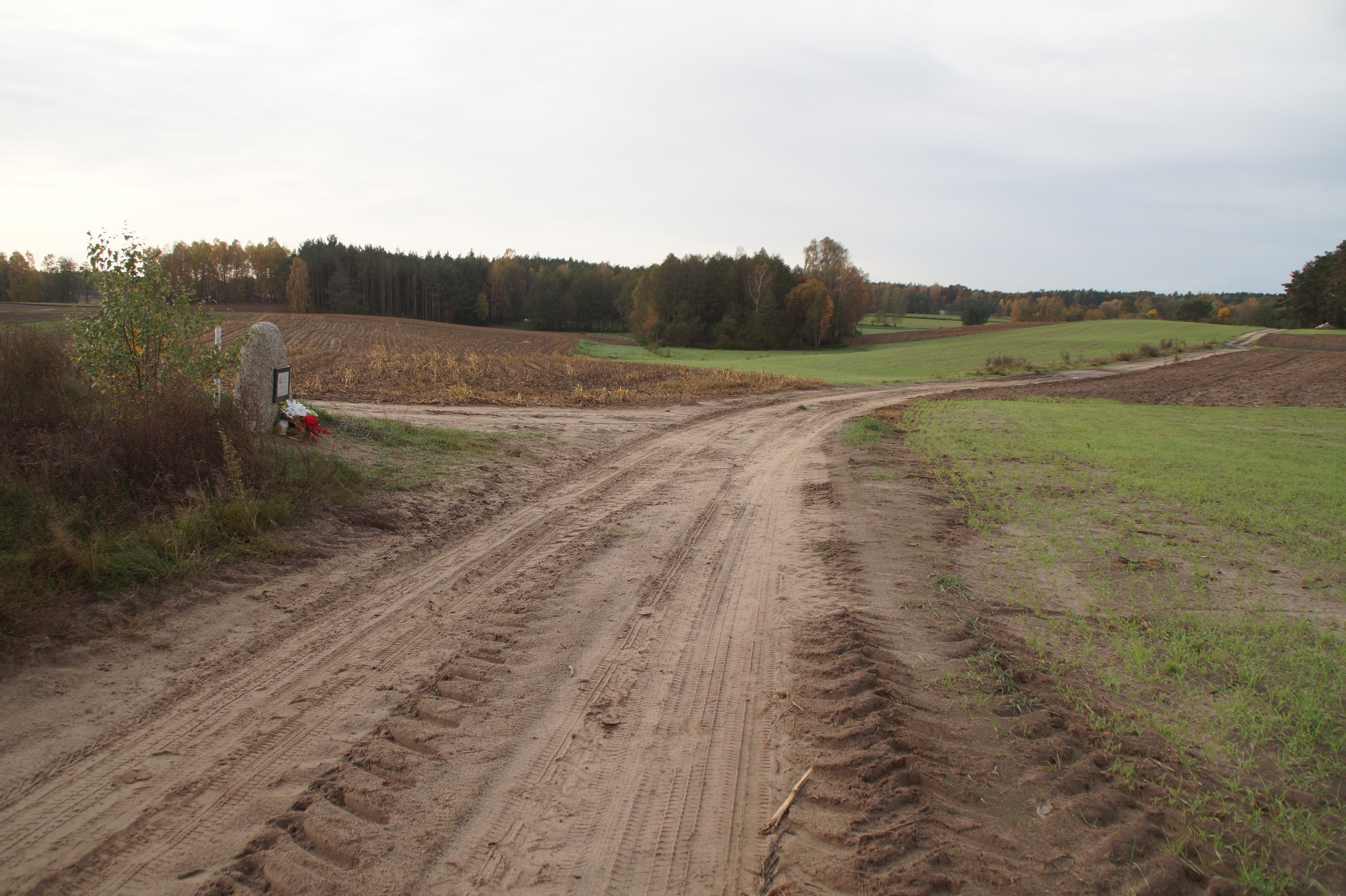
Kamień ppłk. Z. Sieczkowskiego w Zalesiu Królewskim - widok w kierunku południowym.

## Awanse
- podporucznik –
- porucznik –
- kapitan – 3 maja 1922 zweryfikowany ze starszeństwem z 1 czerwca 1919 i 1601. lokatą w korpusie oficerów piechoty
- major – 2 kwietnia 1929 ze starszeństwem z 1 stycznia 1929 i 43. lokatą w korpusie oficerów piechoty
- podpułkownik – ze starszeństwem z 19 marca 1939 i 18. lokatą w korpusie oficerów piechoty

## Ordery i odznaczenia
- Krzyż Srebrny Orderu Wojskowego Virtuti Militari nr 866 (3176)[a] – 28 lutego 1921[17][18]
- Krzyż Niepodległości – 12 maja 1931 „za pracę w dziele odzyskania niepodległości”[19]
- Krzyż Walecznych czterokrotnie[20][21]
- Medal Pamiątkowy za Wojnę 1918–1921[20]
- Medal Dziesięciolecia Odzyskanej Niepodległości[20]
- Odznaka za Rany i Kontuzje[22]
- Odznaka Strzelecka[23]
- Medal Zwycięstwa[20]